# ژان ون هوت
ژان ون هوت (انگلیسی: Jean Van Houtte؛ ۱۷ مارس ۱۹۰۷ – ۲۳ مهٔ ۱۹۹۱) یک سیاست‌مدار اهل بلژیک بود.